# Moartea domnului Lăzărescu
Moartea domnului Lăzărescu é um filme de drama romeno de 2005 dirigido e escrito por Cristi Puiu. Foi selecionado como representante da Romênia à edição do Oscar 2006, organizada pela Academia de Artes e Ciências Cinematográficas.

## Elenco
- Ioan Fiscuteanu - Mr. Lazarescu
- Luminița Gheorghiu - Mioara Avram
- Doru Ana - Sandu Sterian
- Șerban Pavlu - Gelu
- Dana Dogaru - Mihaela Sterian
- Florin Zamfirescu - Dr. Ardelean